# Свердруп, Харальд Ульрик
Харальд Ульрик Све́рдруп (норв. Harald Ulrik Sverdrup; 15 ноября 1888, Согндал, Норвегия — 21 августа 1957, Осло) — норвежский океанограф и метеоролог.
Директор Океанографического института им. Скриппса (1936—1948). Член Норвежской академии наук. Член (1945—1951), затем иностранный член (1952) Национальной академии наук США.

## Биография
После окончания Университета Осло в 1914 году, с защитой диссертации о североатлантических пассатных ветрах, работал в Геофизическом институте в Лейпциге. Затем работал метеорологом в Бергене. С 1918 по 1925 год руководил научными исследованиями в экспедиции на шхуне «Мод», в ходе которой было установлено, что мыс Челюскина является самой северной точкой Евразии. В 1926 году занял место профессора геофизики в Бергенском университете. В 1928 году в ходе гидрографических наблюдений Свердруп обнаружил, что море, лежащее между мысом Барроу и о. Врангеля по своим природным условиям сильно отличается от моря между Новосибирскими островами и о. Врангеля и поэтому должно быть выделено из состава Восточно-Сибирского моря. Вновь выделенное море было решено назвать Чукотским по народу, населяющему Чукотский полуостров. Официально название утверждено в 1935 году. В 1931 году совместно с Хьюбертом Уилкинсом принял участие в неудавшейся экспедиции на подводной лодке «Наутилус». С 1936 по 1948 год директор Океанографического института им. Скриппса. С 1948 года по конец своей жизни возглавлял Норвежский полярный институт.
Член Американской академии искусств и наук (1944).
Его книга The Oceans: Their Physics, Chemistry and General Biology считается первым учебником по океанологии.
В честь Харальда Свердрупа названа единица измерения расхода воды в океаническом течении 1 Св = 106 м³/с
Американским метеорологическим обществом вручается Золотая медаль Свердрупа за вклад в развитие теории взаимодействия океана и атмосферы.

### Награды
- Vega-Medaille[нем.] (1930)
- Медаль Александра Агассиза (1938)
- Медаль покровителей Королевского географического общества (1950)
- Медаль Уильяма Боуи[англ.] (1951)

## Сочинения
- Oceanography for meteorologists, L., 1945
- The oceans; their physics, chemistry and general biology, 7 ed., Englewood Cliffs, N. Y., 1942 (совм. с M. W. Johnson, R. Н. Fleming)
- Плавание на судне «Мод» в водах морей Лаптевых и Восточно-Сибирского, Л., 1930
- Во льды на подводной лодке, М., 1958